# Liste der Generalminister der Trinitarier
Dieser Artikel listet chronologisch die trinitarischen Generalsuperioren auf, die im Trinitarierorden Generalminister genannt werden.
- Johannes von Matha (1198 – 1213)
- Johannes Anglicus (1214 – 1217)
- Gullielmus Scotus (1217 – 1222)
- Rogerius (1223 – 1227)
- Michael Hispanus (1227 – 1230)
- Nikolaus (1231 – 1257)
- Iacobus Flamingus (1257 – 1258?)
- Hugo (1258 – 1262)
- Alardus (1262 – 1272?)
- Iohannes Boileau (1272 – 1291)
- Petrus de Cusiaco (1291 – 1315)
- Bertaudus (1315 – 1324)
- Iohannes Brunet (1324 – 1337)
- Thomas Loquet (1337 – 1357?)
- Petrus de Burreio (1358 – 1373)
- Iohannes de Marchia (1374 – 1392)
- Reginaldus de Marchia (1392 – 1410)
- Theodoricus Varreland (1410 – 1413)
- Petrus Candoté (1415 – 1420)
- Iohannes Halboud de Trecis (1421 – 1439)
- Iohannes Theobaldus (1440 – 1460)
- Radalphus de Vivario (1460 – 1472)
- Robertus Gaguinus (1473 – 1501)
- Guido Multoris (1502 – 1508)
- Nicolaus Multoris (1509 – 1545)
- Theobaldus Molitor (1546 – 1568)
- Bernardus Dominici de Metis (1570 – 1597)
- Franciscus Petit (1598 – 1612)
- Ludovicus Petit (1612 – 1652)
- Claudius Ralle (1652 – 1654)
- Petrus Mercier (1655 – 1683)
- Eustachius Teissier (1683 – 1693)
- Gregorius de la Forge (1693 – 1704)
- Claudius Massac (1716 – 1748)
- Gullielmus Lefevre (1749 – 1764)
- Franciscus Pichault (1765 – 1780)
- Petrus Chauvier (1781 – 1792)
- Silvester Calvo (1805 – 1813)
- Paulus Hernández (1825 – 1826)
- Franciscus Marti (1831 – 1853)
- Gregorius a Jesu et Maria (1900 – 1906)
- Antoninus ab Assumptione (1906 – 1919)
- Franciscus Xaverius ab Immaculata Conceptione (1919 – 1931)
- Antoninus ab Assumptione (1931 – 1943)
- Ignatius a SS. Sacramento (1947 – 1959)
- Michael a Iesu (1959 – 1971)
- Ignacio Vizcargüénaga Arriortúa (1971 – 1983)
- José Gamarra-Mayor Sáez (1983 – 1995)
- José Hernández Sánchez (10. Juni 1995 – Juni 2007)
- Jose T. Narlaly (2007 – ...)